# Harald Gille
Harald Gille, hette ursprungligen Gilchrist, född omkring 1103, mördad 14 december 1136, var kung av Norge från 1130. Harald var troligen son till kung Magnus Barfot och kom till Norge från de brittiska öarna och blev norsk kung tillsammans med Magnus Sigurdsson. Han besegrade denne 1135 men mördades av en annan tronpredentent 1136. Haralds tre söner blev också norska kungar och dottern svensk drottning. Harald Gilles regeringstid är inledningen på den hundraåriga tid av inbördesstrider i Norge som brukar kallas Borgerkrigene.

## Biografi
Harald föddes på Irland eller Suderöarna. Han kom till Norge i slutet av 1120-talet och påstod sig vara son till kung Magnus Barfot. Han bevisade detta genom järnbörd – han gick på glödande järn. Han lovade dock sin halvbror kung Sigurd att inte ta kungsnamn så länge Sigurd och hans son Magnus var i livet. Men när kung Sigurd dog 1130 och Magnus Sigurdsson blev vald till kung var Harald inte nöjd utan krävde halva riket. Harald fick stor uppslutning bland stormännen, så Magnus måste acceptera Harald som medkung.
År 1134 samlade Magnus sina trupper och angrep och besegrade Harald vid gården Färlev, mellan Lysekil och Munkedal. Harald tvangs fly till Danmark, där kung Erik Emune gav Harald åtta långskepp och Halland som län. Med denna som bas kunde Harald återvända till Norge och fick snart övertaget i inbördeskriget. På nyåret 1135 vann Harald den avgörande segern och tillfångatog Magnus. Denne fick en fot avhuggen, ögonen utstuckna och kastrerades, därav namnet Magnus den blinde. Året därpå blev Harald uppsökt av Sigurd Slemme, som också påstod sig vara son till Magnus Barfot. Kung Harald avvisade tronpredententen, försökte få honom mördad, men misslyckades och blev istället själv mördad av Sigurd Slemme. Denne krävde tronen, men blev istället dömd fredlös och Haralds söner blev kungar.

### Familj
Harald föddes på Irland eller Suderöarna och var troligen son till kung Magnus Barfot. Moderns namn är okänt. Han var gift flera gånger. Första giftermålet skedde på 1120-talet med Biadoc, dotter till den skotske stormannen Gilledomnan mac Solam,  Cirka 1134 gifte han sig med Ingrid Ragnvaldsdotter, sondotter till den svenske kungen Inge den äldre. Harald hade flera frillor, bland andra Tora Guttormsdotter.
Harald var halvbror till kung Öystein Magnusson, kung Sigurd Jorsalafarare och antagligen till Sigurd Slemme.

#### Barn medBiadoc
1. Öystein (ca. 1125–1157), kung av Norge 1142–1157

#### Barn med Tora
1. Sigurd Munn (1133–1155), kung av Norge 1136–1155

#### Barn med okänd moder
1. Birgitta (död efter 1202), drottning av Sverige

#### Barn med Ingrid
1. Inge Krokrygg, (ca 1135–1161), kung av Norge 1136–1161